# Quartier Rochepinard
Quartier Bouzignac
Rochepinard ou Bouzignac est un quartier de la ville de Tours dans le département d'Indre-et-Loire. Il se situe à la frontière avec la commune de Saint-Pierre-des-Corps et dans le prolongement du quartier des Rives du Cher, les deux ayant été urbanisés simultanément. Il est construit entre 1968 et 1974, peu après l'aménagement du Cher.
Comptant près de 1 750 habitants en 2020, c'est le moins peuplé des quartiers de la ville avec la La Bergeonnerie. Il est constitué de grands ensembles immobiliers pour moitié public et moitié privé et d'une zone d'activités tertiaires, séparés par l'autoroute A10. Il comprend un secteur classé prioritaire qui compte près de mille habitants avec un taux de pauvreté important.

## Situation
Rochepinard est défini par l'Insee dans son partage de la commune de Tours en 22 îlots regroupés pour l'information statistique (IRIS). Il est ainsi limité du nord au sud par le boulevard Richard Wagner et l'avenue Jacques Duclos au nord et le Cher au sud. Le pont ferroviaire de Bordeaux marque l'entrée occidentale tandis que l'avenue Vatel marque la frontière orientale. La commune de Saint-Pierre-des-Corps est limitrophe.
Le quartier fait partie des 13 quartiers de Tours-Centre. Il se trouve sur la rive droite du Cher et se situe dans le prolongement du quartier des Rives du Cher.

## Origines

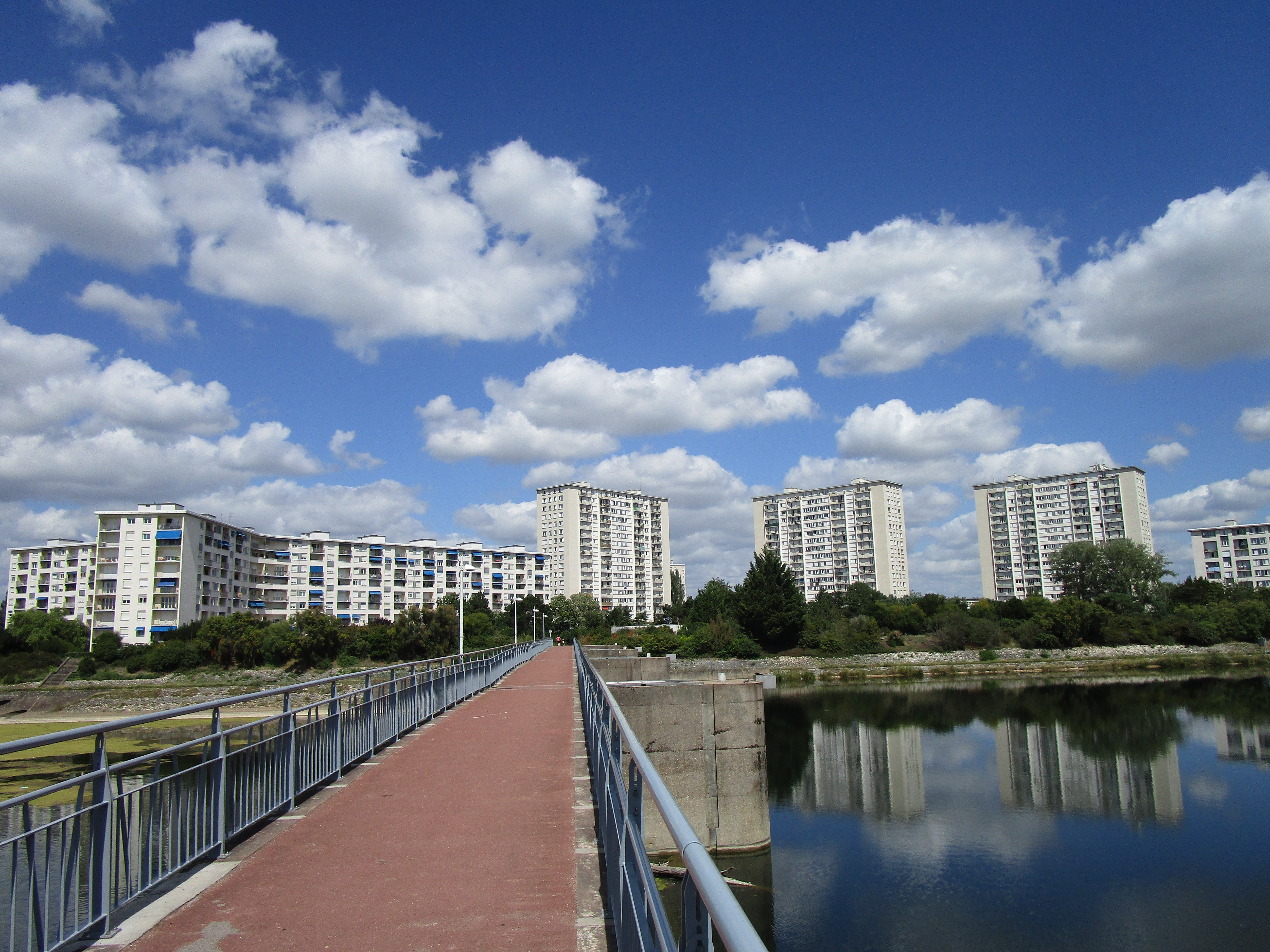
Passerelle piétonne sur le grand barrage de Rochepinard.

Le quartier doit son nom à un lieu plus ancien ayant existé avant le quartier, la « plaine de Rochepinard ». Les travaux de canalisation du Cher et du canal de Berry aboutissent à la construction du « barrage de Rochepinard » en 1852, un barrage à aiguille pour permettre la navigation avec une retenue d'eau de 45 mètres.
Dans le contexte des Trente Glorieuses, Tours fait face à un mal-logement problématique. Les grands travaux s'ouvrent par la construction du Sanitas en 1958, mais la demande de logements reste forte alors que la partie centrale de la ville commence à être saturée, effet accentué par l'enclavement de la commune entre la Loire au nord et le Cher au sud. La municipalité se tourne vers les bords du Cher, terrains inondables alors non constructibles, et commence son réaménagement en 1966. 
Les travaux aboutissent à un changement notable de la géographie du Cher sur quatre kilomètres, alors que le tracé du cours d'eau est modifié, son lit élargi, une double rangée de digues érigées et des îles artificielles installées. Le barrage de Rochepinard est ainsi démoli et remplacé par deux petits barrages à clapets surmontés de passerelles piétonnes, de part et d'autre de l'île artificielle de Balzac, ainsi qu'une échelle à poissons sur l'île pour permettre la migration des poissons, principalement l’alose,
l’anguille et la lamproie,. Le grand barrage de Rochepinard aboutit au quartier du même nom, tandis que le petit barrage est situé 850 mètres en aval.

## Urbanisation

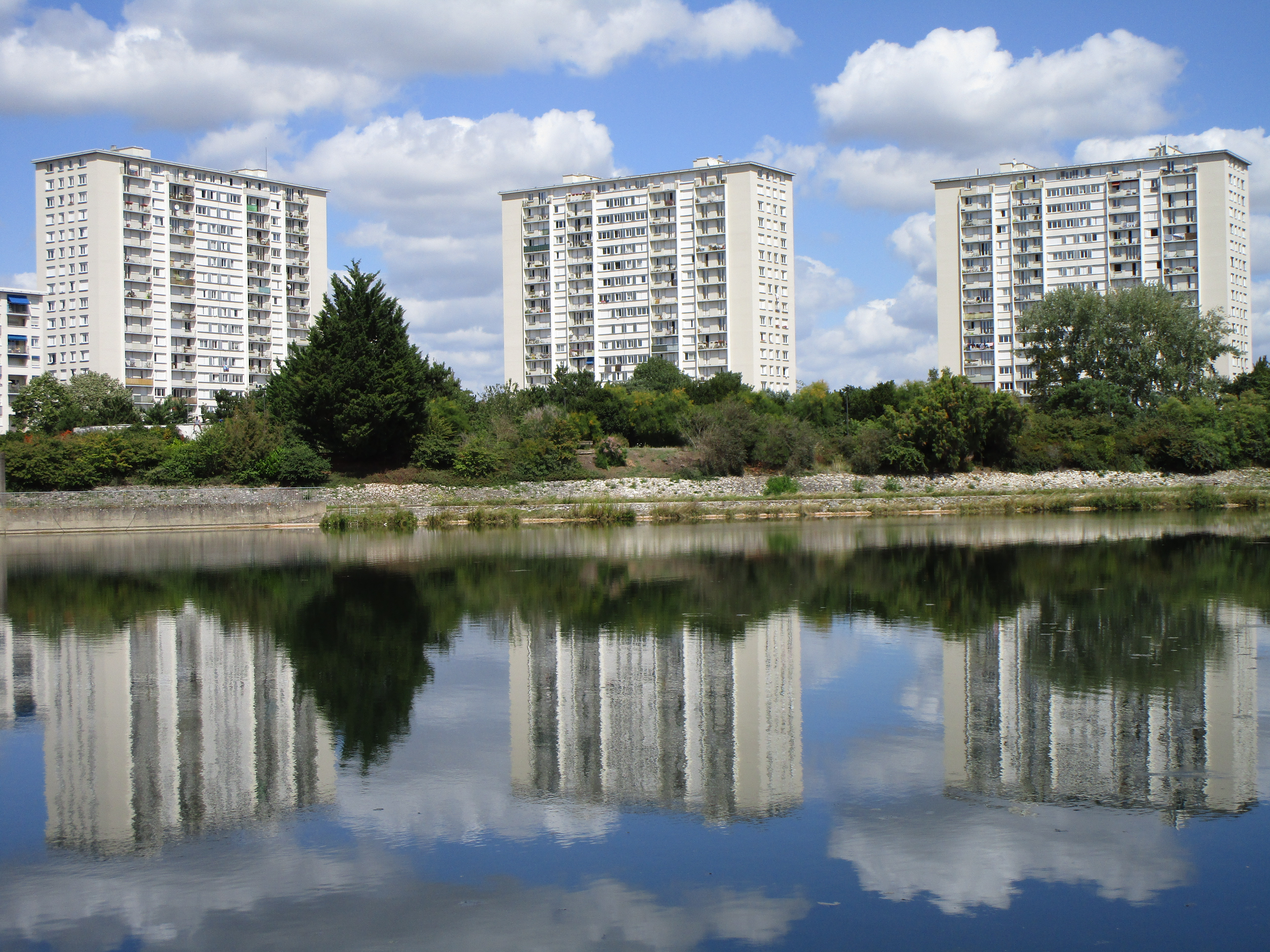
Tours de logements sociaux vues depuis l'île Balzac.

Les constructions résidentielles sont entamées à Rochepinard peu après l'aménagement du Cher, entre 1966 et 1968, dans un secteur situé entre le pont ferroviaire de Bordeaux et l'autoroute 10. Les travaux sont lancés en présence du maire Jean Royer et s'étendent de 1968 à 1974, tandis que les chantiers du Sanitas et des Rives du Cher arrivent à leur terme. 
Rochepinard comporte entre autres 1 067 logements dont près de 550 logements de type habitations à loyer modéré, 90 logements à prix réduits (PLR) et 427 à prix libres. Les logements privés se présentent sous la forme de deux immeubles en forme d'étoile à trois branches, de huit étages. Les autres sont contenus dans trois tours de dix-huit étages plus un immeuble de neuf étages. L’architecte en chef est Joël Hardion.
L'entrée occidentale du quartier est marquée par une centrale thermique au gaz de 60 MW, qui contribue à alimenter un réseau de chaleur couvrant les Fontaines, le Sanitas et les Rives du Cher en plus de Rochepinard. Depuis l'installation d'une centrale à biomasse à proximité de la gare de Saint-Pierre-des-Corps en 2013, le réseau est couvert à 63 % par des énergies renouvelables,.
Au cœur de la partie résidentielle sociale, on trouve le jardin Guillaume Bouzignac. Il couvre près de deux hectares. D'importants travaux de réfection sont prévus de 2021 à 2023, pour 200 000 euros financés par la ville. L'un des principaux objectifs, outre l'extension des équipements publics, consiste à réduire la minéralisation au profit de la végétation, dans le but d'assurer une meilleure infiltration de l'eau. Deux jardins plus petits occupent la partie privée, Jean de Ockeghem et Andrea Gabrielli.
Le quartier compte un petit centre commercial de proximité dans le secteur résidentiel, qui comprend notamment une pharmacie et un bureau de tabac-presse. C'est aussi ici que l'on trouve la mosquée de Bouzignac, ouverte depuis 2009 dans le quartier à la suite d'une scission. Proche du courant marocain, la mosquée a une capacité de 400 à 500 fidèles, plus 200 à 300 en extérieur. Elle est l'une des rares de la ville à organiser des prières en français, attirant une population plus jeune et extérieure au quartier. Elle a été accusée de liens avec le mouvement islamiste marocain Al Adl Wal Ihsane, ayant entrainé une manifestation de fidèles musulmans en janvier 2022 pour dénoncer cette implication politique, malgré les démentis des dirigeants de la mosquée.

## Activités tertiaires

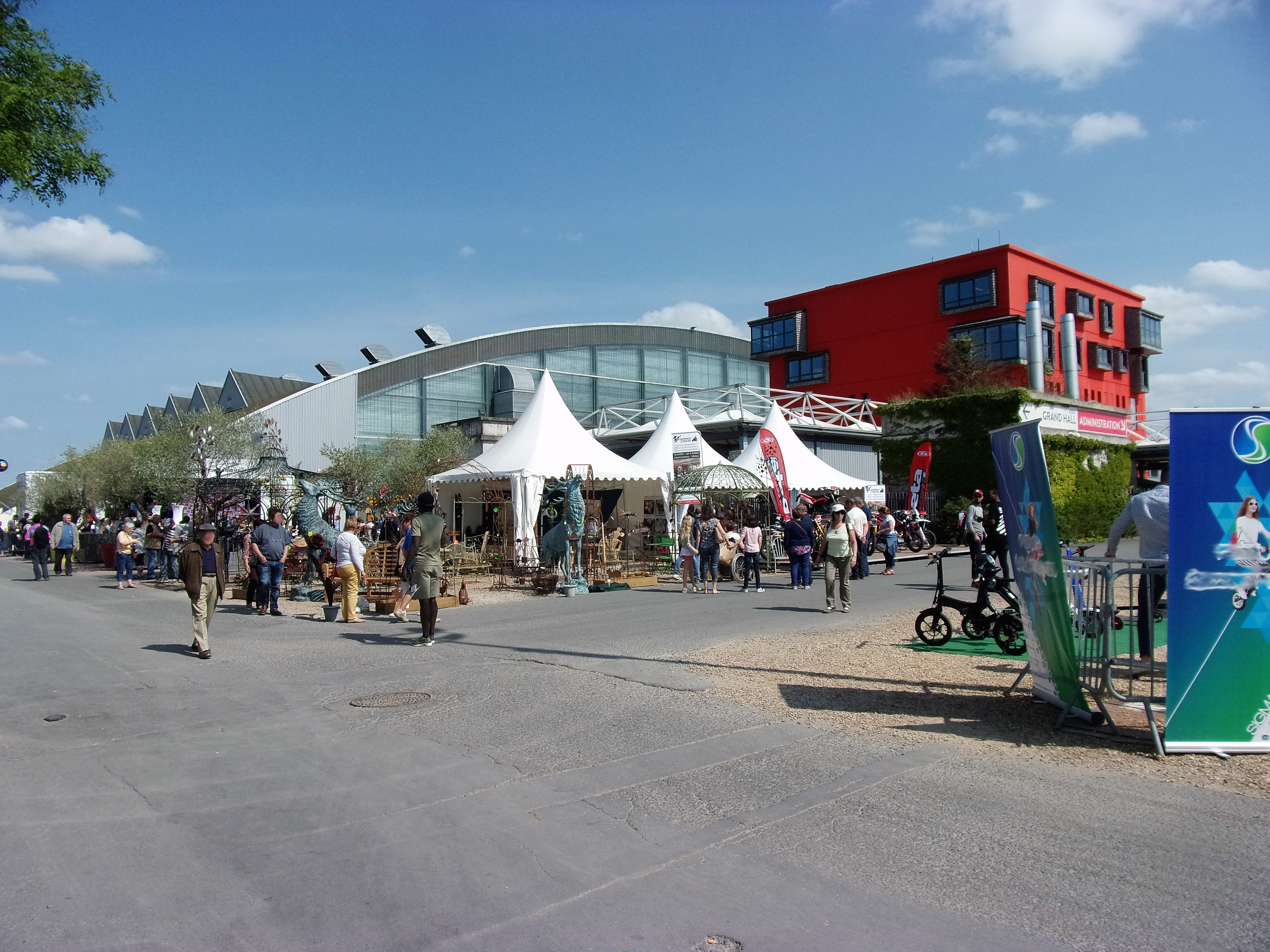
Le Grand Hall lors de la foire 2018.

Le quartier compte diverses activités à l'est de l'autoroute 10. En 1963, le Grand Hall de Tours (ou parc des expositions) est inauguré et accueille depuis 1964 la foire de Tours. En 1973, le marché de gros de la ville est déplacé des Halles de Tours vers Rochepinard, dans sa partie la plus orientale, sur un espace de 8 hectares. Il fournit alors près de 1 200 clients répartis dans huit départements et manipule jusqu'à 100 000 tonnes de marchandises par an,.
Entre le marché de gros et le Grand Hall, le stade de la Vallée du Cher est inauguré le 2 septembre 1978 avec 10 000 places. Il devient le plus grand stade de la ville, surpassant celui de Grandmont, et accueille le Tours Football Club. D'autres infrastructures sportives sont présentes dans le secteur, notamment des courts de tennis et terrains de hockey sur gazon.
En 2008, un magasin Ikea ouvre à proximité de l'autoroute 10, affichant 17 000 m2 et 240 emplois. Il se trouve à proximité immédiate du centre commercial des Atlantes, situé sur le territoire de la commune de Saint-Pierre-des-Corps.

## Données démographiques

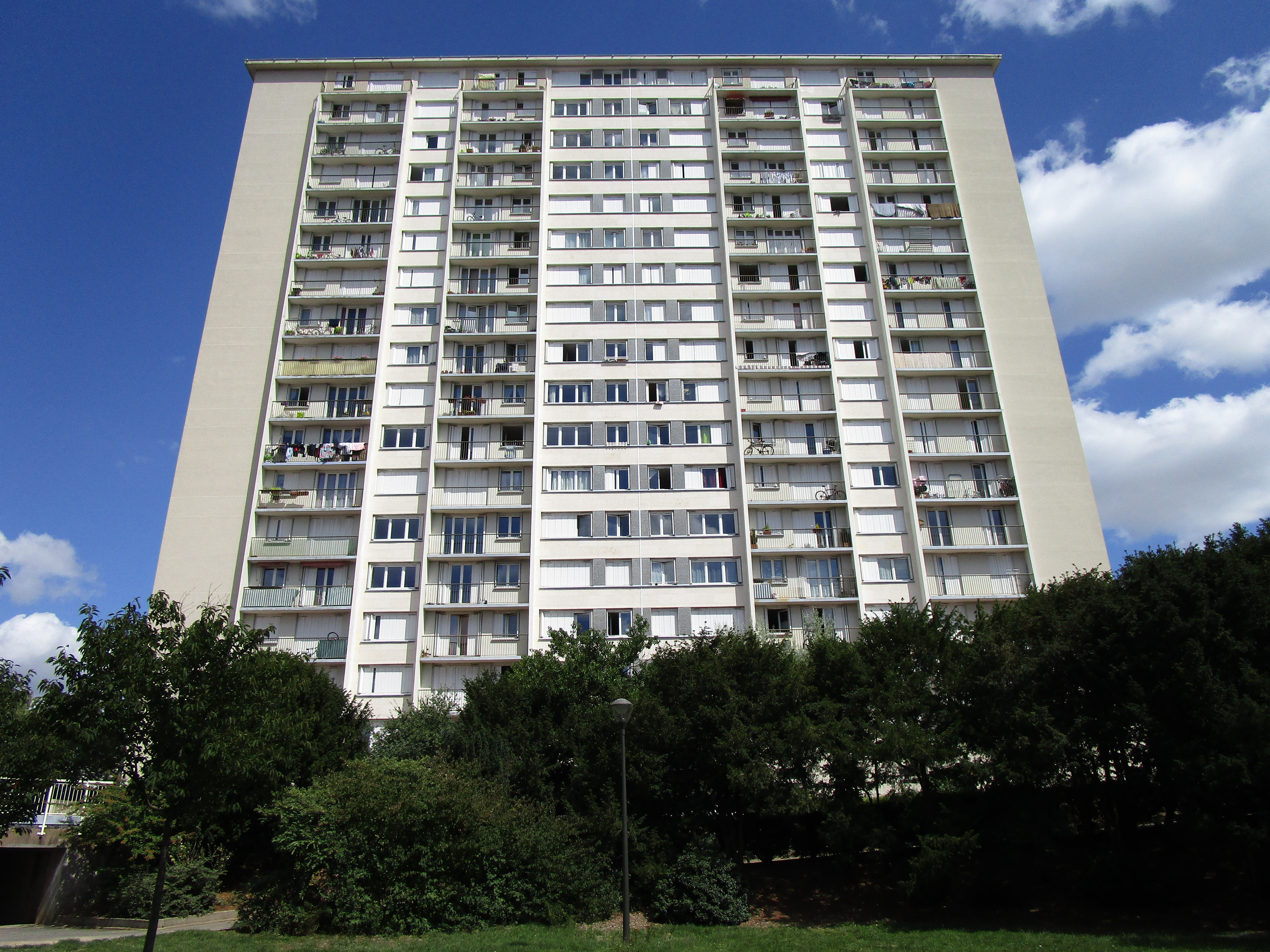
Immeuble du secteur prioritaire.

Rochepinard compte 1 753 habitants en 2020, contre 1 550 en 2014. Près de 18 % ont moins de 18 ans, 7 % entre 18 et 24 ans, 18 % entre 25 et 39 ans, 21 % entre 40 et 64 ans et enfin 36 % ont 65 ans ou plus. Près de 70 % des travailleurs du quartier sont employés ou ouvriers, contre 17 % de professions intermédiaires et seuls 8 % de cadres ou professions supérieures. Les logements sociaux comptent pour 51 % du parc immobilier du quartier.
Une partie de Rochepinard est classée quartier prioritaire de la politique de la ville et compte 958 habitants en 2018. Le taux de pauvreté s'établit à près de 55 % des habitants et le taux d'emploi des 15-64 ans s'inscrit à 43 %, contre 57 % pour l'ensemble de la ville de Tours et 40 % des emplois sont précaires, contre 21 % pour Tours. En 2021, les revenus médians des ménages par unité de consommation atteint 1 050 euros par mois, contre 1 660 pour la commune. Les revenus des habitants du quartier prioritaire sont composés à 51 % de revenus du travail et 36 % de prestations sociales, le reste étant essentiellement des pensions de retraite.

## Éducation
L'école primaire Gustave Flaubert est située aux pieds des tours d'immeubles du secteur prioritaire de Rochepinard. Construite au début des années 1970, elle compte environ 200 élèves en 2022, répartis dans neuf classes maternelles et élémentaires,. 
Le collège Pierre Corneille est présent dans le quartier depuis 1971, à l'est du stade de la Vallée du Cher. En 2022, il compte près de 450 élèves et rassemble largement au-delà du quartier, la carte scolaire s'étendant jusqu'à La Fuye-Velpeau et les Rives du Cher.
À proximité immédiate du collège, on trouve le lycée professionnel Henri Becquerel, ouvert depuis 1975 et qui compte près de 400 élèves en 2020. L'établissement propose des baccalauréats dans le domaine du numérique, de l'électronique, les télécommunications notamment, ainsi qu'un CAP en restauration rapide et collective en plus d'un BTS en électrotechnique,.

## Lieux et monuments
- Grand Hall (Foire de Tours)
- Stade de la Vallée du Cher
- Mosquée de Bouzignac

## Galerie

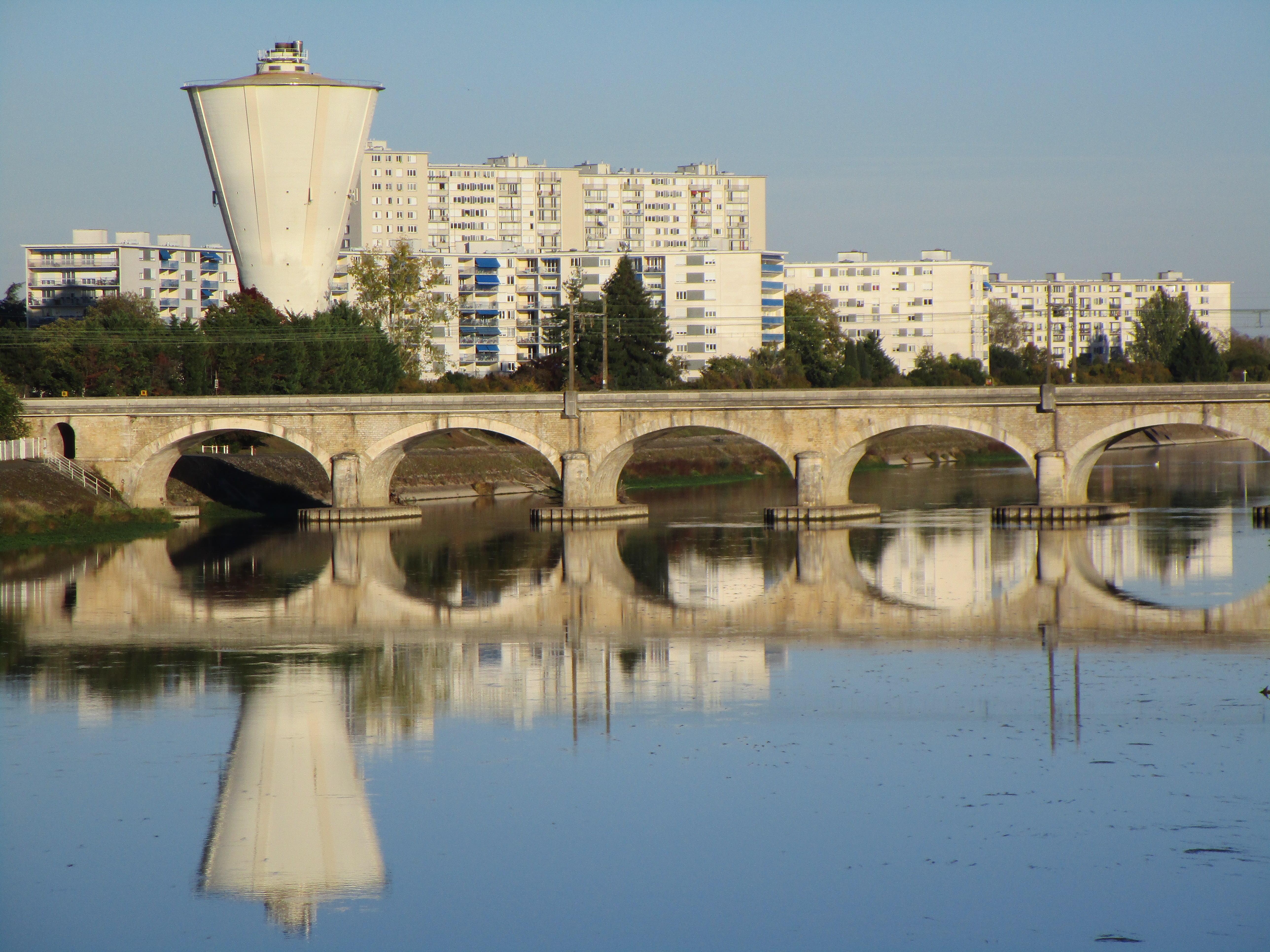
Vue du quartier depuis le pont du Sanitas.
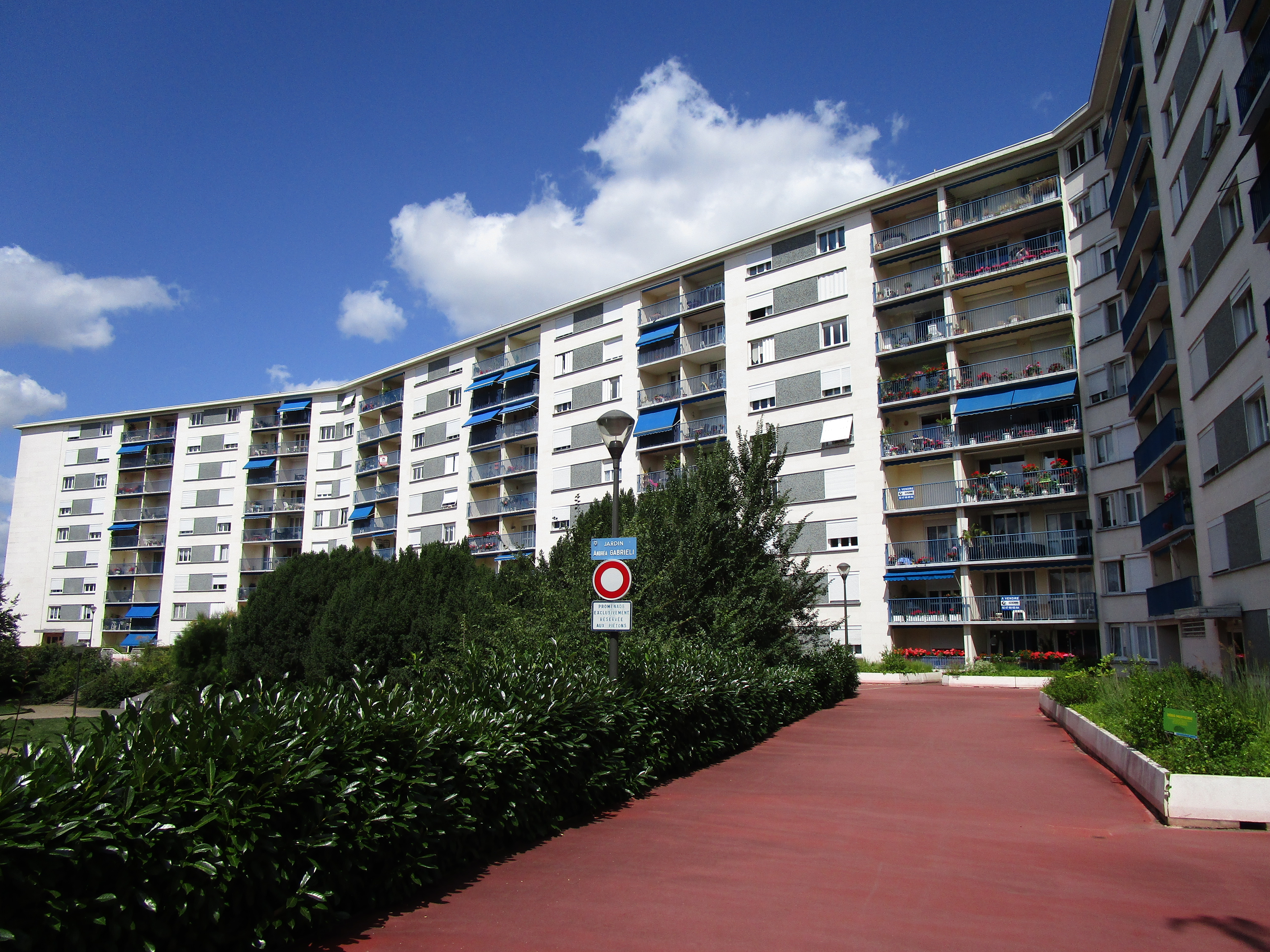
Logements privés.
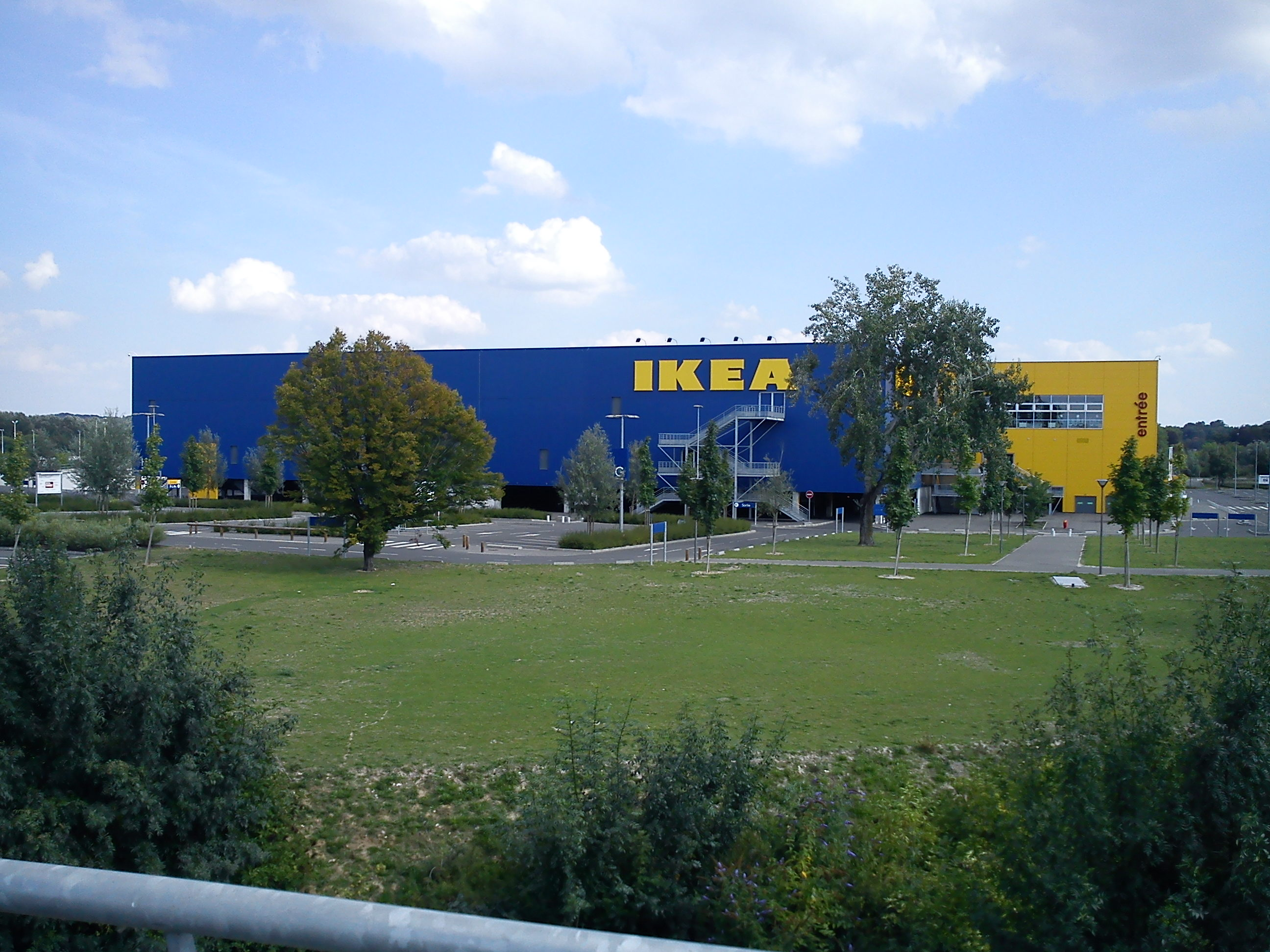
Magasin Ikea.
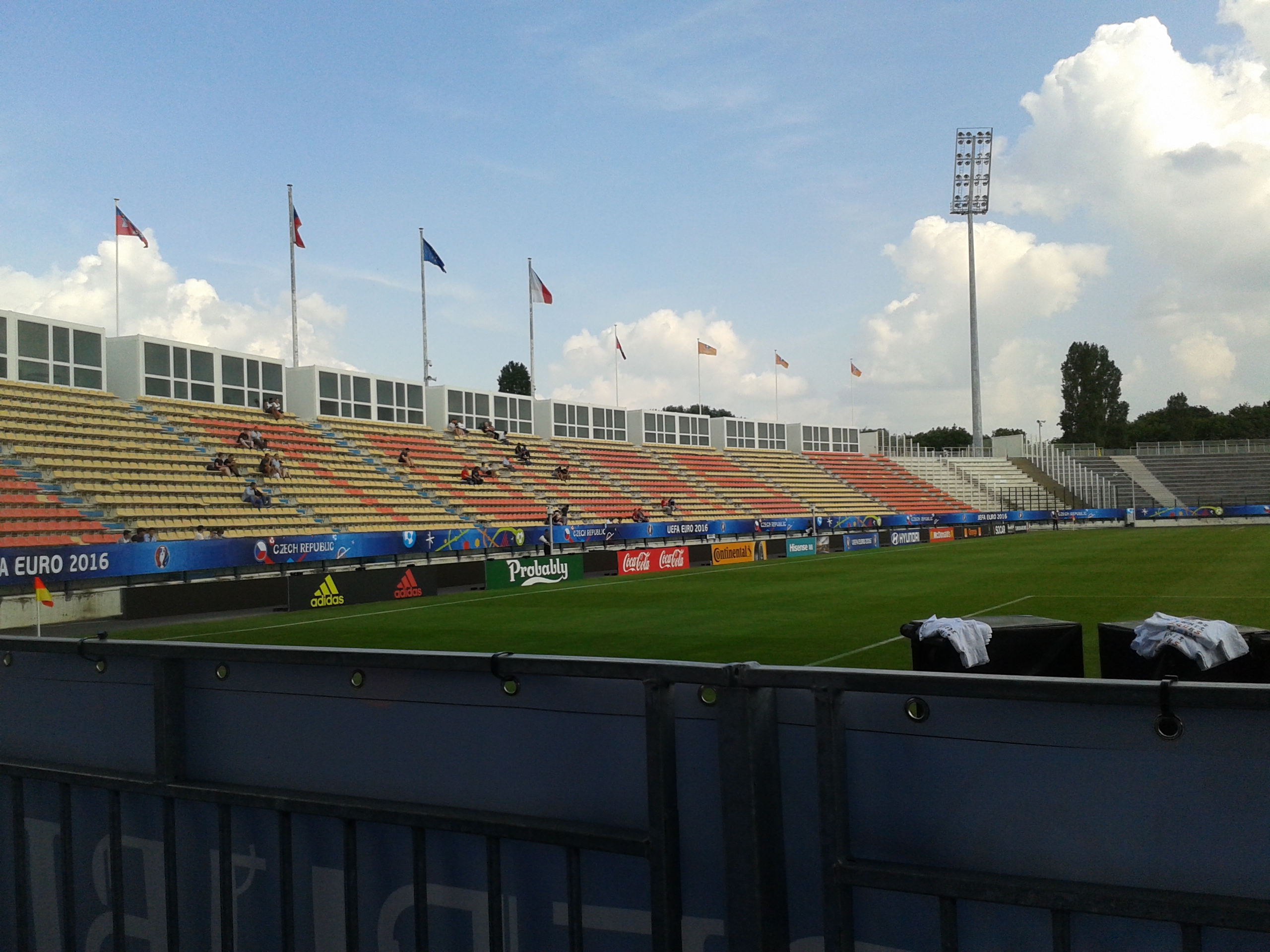
Le stade de la Vallée du Cher, en 2016.